# Hoher Zinken
Hoher Zinken är en bergstopp i Österrike.   Den ligger i distriktet Hallein och förbundslandet Salzburg, i den centrala delen av landet, 230 km väster om huvudstaden Wien. Toppen på Hoher Zinken är 1 764 meter över havet, eller 168 meter över den omgivande terrängen. Bredden vid basen är 2,3 km.
Terrängen runt Hoher Zinken är kuperad åt nordost, men åt sydväst är den bergig. Närmaste större samhälle är Hallein, 18,6 km väster om Hoher Zinken. 
I omgivningarna runt Hoher Zinken växer i huvudsak blandskog. Runt Hoher Zinken är det ganska tätbefolkat, med 83 invånare per kvadratkilometer.